# Orden de las Pléyades
La Orden de las Pléyades (persa: نشان هفتپیکر o Nishân-e Haftpaykar) fue una condecoración femenina del Imperio de Irán, bajo el reinado de la Dinastía Pahlaví.

## Historia de la Orden de las Pléyades
La Orden de las Pléyades fue creada en 1957 por el Shah Mohammad Reza Pahlaví para su esposa en aquel entonces, la Reina Soraya de Irán. A ella se debe su nombre, pues el nombre Soraya, de origen persa, guarda relación con las Pléyades, un cúmulo estelar localizado en la constelación de Tauro, en el hemisferio norte. 
Desde su fundación y hasta la creación de la Orden del Sol en 1967, fue ostentada por todas las princesas de la Dinastía Pahlaví, pues fue hasta entonces la única orden femenina del Imperio. En consecuencia, fue otorgándose a las cónyuges de todos los jefes de Estado que eran condecorados con la Orden de Pahlaví. 
La Orden de las Pléyades fue oficialmente suprimida por el Gobierno de los Ayatolás tras la Revolución Islámica de 1979, junto con las demás la Órdenes Imperiales.
A la muerte de Mohammad Reza Pahlevi, y con el debido ascenso de Reza Ciro Pahlaví a la Jefatura de la Casa Imperial y de la Dinastía y al contraer éste matrimonio con Yasmine Pahlaví, el Gran Magisterio de la Orden pasó de Farah Pahlaví a la nueva consorte. La Orden conserva hoy día su vigencia como Orden dinástica.

## Grandes Maestres
- Soraya Esfandiary (1957-1958).

- Farah Pahlaví (1959-1986).

- Yasmine Pahlaví (1986-actualidad).

## Clases
La Orden de las Pléyades se entregaba en tres clases distintas:
- Primera clase: también conocida como Gran Cordón. Fue usada por la titular del Gran Magisterio de la Orden y por las cónyuges de los jefes de Estado de diversos países del mundo. Las insignias de la Primera clase, realizadas en oro, platino, diamantes y esmaltes, iban acompañadas de una banda de muaré de seda blanca con dos franjas azul marino. Podía ir acompañada de una versión reducida de la venera, que se llevaba colgada del pecho izquierdo mediante un lazo de dama.

- Segunda clase: concedida a las Princesas de la Dinastía Pahlaví y a otras princesas de diversas casas reales, así como a destacadas miembros femeninas de la nobleza iraní. Las insignias eran iguales que en la Primera clase pero sin diamantes, salvo que no se usaba una banda y se concedía con un lazo de dama acompañado por una placa que se colocaban en la parte izquierda del torso.

- Tercera clase: fue la menos conocida de las tres, pues se entregaba a todas aquellas mujeres iraníes que destacasen tanto por sus servicios a la Corona o al Estado como por sus actividades en los ámbitos de la cultura o la caridad. Consistía en una medalla de plata coronada con la insignia de la Orden de las Pléyades grabada en el centro. Se colgaba mediante un lazo de dama.

## Insignias
- Placa: la placa de la Orden es de diseño circular, en cuyo centro, esmaltadas en blanco sobre azul marino, se encuentran las estrellas que conforman el grupo estelar de las Pléyades. Sobre ellas, corona la placa la Corona Imperial de Irán. De ella surgen varias cenefas, que circundan el centro de la pieza, dándole a la misma una gran belleza.

- Venera: de iguales características que la placa, pende de una banda de muaré de seda blanca con dos franjas azules en cada extremo para la Primera clase o de un lazo de dama para la Segunda clase con los mismos colores.

- Medalla: la medalla consiste en una medalla circular de plata en cuyo centro se encuentra la placa de la Orden, grabada en el metal y sin esmaltar. Pende de un lazo de dama con los mismos colores blanco y azul.